# Collegio di Taunton Deane
Taunton Deane è stato un collegio elettorale inglese situato nel Somerset e rappresentato alla camera dei Comuni del parlamento del Regno Unito. Eleggeva un membro del parlamento con il sistema maggioritario a turno unico; il collegio è stato abolito in occasione della revisione periodica del 2024.

## Estensione
Il collegio comprendeva i seguenti ward: Bishop's Hull, Bishops Lydeard, Blackdown, Bradford on Tone, Comeytrowe, Milverton and North Deane, Monument, Neroche, North Curry, Norton Fitzwarren, Ruishton and Creech, Staplegrove, Stoke St Gregory, Taunton (i ward di Blackbrook and Holway, Eastgate, Fairwater, Halcon, Killams and Mountfield, Lyngford, Manor and Wilton, Pyrland e Rowbarton), Trull, Wellington (i ward East, North, Rockwell Green e West), West Monkton, Wiveliscombe e West Deane, tutti all'interno del Borough di Taunton Deane
Il borough era incentrato sulla città di Taunton, e si estendeva per includere Wellington con una striscia di territorio romboidale, che formava la porzione sud-occidentale del Somerset.

## Membri del parlamento
| Elezione | Elezione | Deputato         | Partito          |
| -------- | -------- | ---------------- | ---------------- |
|          | 2010     | Jeremy Browne    | Lib Dem          |
|          | 2015     | Rebecca Pow      | Conservatore     |
|          | 2024     | Collegio abolito | Collegio abolito |

## Elezioni

### Elezioni negli anni 2010
| Partito                    | Partito                                   | Candidato                  | Risultati 12 dicembre 2019 | Risultati 12 dicembre 2019 |
| Partito                    | Partito                                   | Candidato                  | Voti                       | %                          |
| -------------------------- | ----------------------------------------- | -------------------------- | -------------------------- | -------------------------- |
|                            | Conservatore                              | Rebecca Pow                | 34 164                     | 53,60                      |
|                            | Lib Dem                                   | Gideon Amos                | 22 464                     | 35,25                      |
|                            | Laburista                                 | Liam Canham                | 4 715                      | 7,40                       |
|                            | Indipendente                              | John Hunt                  | 2 390                      | 3,75                       |
|                            |                                           |                            |                            |                            |
| Iscritti                   | Iscritti                                  | Iscritti                   | 88 675                     | 100,00                     |
| ↳ Votanti (% su iscritti)  | ↳ Votanti (% su iscritti)                 | ↳ Votanti (% su iscritti)  | 63 733                     | 71,87                      |
| ↳ Astenuti (% su iscritti) | ↳ Astenuti (% su iscritti)                | ↳ Astenuti (% su iscritti) | 24 942                     | 28,13                      |
|                            |                                           |                            |                            |                            |
|                            | Esito: collegio confermato a Conservatore |                            |                            |                            |

| Partito                    | Partito                                   | Candidato                  | Risultati 8 giugno 2017 | Risultati 8 giugno 2017 |
| Partito                    | Partito                                   | Candidato                  | Voti                    | %                       |
| -------------------------- | ----------------------------------------- | -------------------------- | ----------------------- | ----------------------- |
|                            | Conservatore                              | Rebecca Pow                | 33 334                  | 52,87                   |
|                            | Lib Dem                                   | Gideon Amos                | 17 446                  | 27,67                   |
|                            | Laburista                                 | Martin Jevon               | 9 689                   | 15,37                   |
|                            | UKIP                                      | Alan Dimmick               | 1 434                   | 2,27                    |
|                            | Verdi                                     | Clive Martin               | 1 151                   | 1,83                    |
|                            |                                           |                            |                         |                         |
| Iscritti                   | Iscritti                                  | Iscritti                   | 85 437                  | 100,00                  |
| ↳ Votanti (% su iscritti)  | ↳ Votanti (% su iscritti)                 | ↳ Votanti (% su iscritti)  | 63 054                  | 73,80                   |
| ↳ Astenuti (% su iscritti) | ↳ Astenuti (% su iscritti)                | ↳ Astenuti (% su iscritti) | 22 383                  | 26,20                   |
|                            |                                           |                            |                         |                         |
|                            | Esito: collegio confermato a Conservatore |                            |                         |                         |

| Partito                    | Partito                                         | Candidato                  | Risultati 7 maggio 2015 | Risultati 7 maggio 2015 |
| Partito                    | Partito                                         | Candidato                  | Voti                    | %                       |
| -------------------------- | ----------------------------------------------- | -------------------------- | ----------------------- | ----------------------- |
|                            | Conservatore                                    | Rebecca Pow                | 27 849                  | 48,11                   |
|                            | Lib Dem                                         | Rachel Gilmour             | 12 358                  | 21,35                   |
|                            | UKIP                                            | Laura Bailhache            | 6 921                   | 11,96                   |
|                            | Laburista                                       | Neil Guild                 | 5 347                   | 9,24                    |
|                            | Verdi                                           | Clive Martin               | 2 630                   | 4,54                    |
|                            | Indipendente                                    | Mike Rigby                 | 2 568                   | 4,44                    |
|                            | TUSC                                            | Stephen German             | 118                     | 0,20                    |
|                            | Indipendente                                    | Bruce Gauld                | 96                      | 0,17                    |
|                            |                                                 |                            |                         |                         |
| Iscritti                   | Iscritti                                        | Iscritti                   | 81 876                  | 100,00                  |
| ↳ Votanti (% su iscritti)  | ↳ Votanti (% su iscritti)                       | ↳ Votanti (% su iscritti)  | 57 887                  | 70,70                   |
| ↳ Astenuti (% su iscritti) | ↳ Astenuti (% su iscritti)                      | ↳ Astenuti (% su iscritti) | 23 989                  | 29,30                   |
|                            |                                                 |                            |                         |                         |
|                            | Esito: collegio passa da Lib Dem a Conservatore |                            |                         |                         |

| Partito                    | Partito                                    | Candidato                  | Risultati 6 maggio 2010 | Risultati 6 maggio 2010 |
| Partito                    | Partito                                    | Candidato                  | Voti                    | %                       |
| -------------------------- | ------------------------------------------ | -------------------------- | ----------------------- | ----------------------- |
|                            | Lib Dem                                    | Jeremy Browne              | 28 531                  | 49,06                   |
|                            | Conservatore                               | Mark Formosa               | 24 538                  | 42,20                   |
|                            | Laburista                                  | Martin Jevon               | 2 967                   | 5,10                    |
|                            | UKIP                                       | Tony McIntyre              | 2 114                   | 3,64                    |
|                            |                                            |                            |                         |                         |
| Iscritti                   | Iscritti                                   | Iscritti                   | 82 482                  | 100,00                  |
| ↳ Votanti (% su iscritti)  | ↳ Votanti (% su iscritti)                  | ↳ Votanti (% su iscritti)  | 58 150                  | 70,50                   |
| ↳ Astenuti (% su iscritti) | ↳ Astenuti (% su iscritti)                 | ↳ Astenuti (% su iscritti) | 24 332                  | 29,50                   |
|                            |                                            |                            |                         |                         |
|                            | Esito: collegio a Lib Dem (nuovo collegio) |                            |                         |                         |

## Risultati dei referendum

### Referendum sulla permanenza del Regno Unito nell'Unione europea del 2016
|             | Collegio      | Lasciare UE % | Rimanere in UE % |
| ----------- | ------------- | ------------- | ---------------- |
|             | Taunton Deane | 52,9%         | 47,1%            |
| Inghilterra | 53,3%         | 46,7%         |                  |
| Regno Unito | 51,9%         | 48,1%         |                  |